# 161st Street – Yankee Stadium (métro de New York)
161st Street – Yankee Stadium est une station à la fois souterraine et aérienne du métro de New York. Sa partie aérienne est située sur l'IRT Jerome Avenue Line (métros verts) au sud de Jerome Avenue tandis que la partie souterraine est située sur l'IND Concourse Line (métros orange). La station, située au niveau de la 161e rue dans l'arrondissement du Bronx, dessert le stade de baseball homonyme des Yankees de New York. Sur la base des chiffres 2012, le complexe était la 34e station la plus fréquentée du réseau.
Au total, le complexe regroupe trois services :
- les métros 4 y transitent 24/7 ;
- les métros D y circulent tout le temps, sauf pendant les heures de pointe dans la direction la plus encombrée ;
- les métros B s'y arrêtent pendant les heures de pointe.